# Amoralny familizm
Amoralny familizm – system reguł postępowania życiowego występujący najczęściej w społeczeństwach biedniejszych, specyficzna postawa obronna mającą za cel pomóc najbliższym przetrwać w sytuacjach, gdy zapewnienie egzystencji rodzinie jest utrudnione, bądź bardzo trudne.
Pojęcie stworzył i po raz pierwszy użył w 1958 amerykański socjolog i politolog, Edward C. Banfield w pracy Moralne podstawy zacofanego społeczeństwa (ang. The Moral Basis of a Backward Society), bazując na obserwacjach niezamożnych miejscowości z terenu południowych Włoch.
Amoralny familizm przejawia się silnym przekonaniem, że uczciwość i moralne postępowanie jest właściwe tylko w stosunku do członków własnej rodziny, na zasadzie ostrego podziału na nas (swoich) oraz ich (obcych). Ufać można jedynie swoim. Takie ujęcie moralności zakłada stosowanie całkowicie odmiennych reguł postępowania wobec swoich i obcych, co wyraził Banfield następującymi słowami: Maksymalizuj doraźne materialne korzyści rodziny zakładając, że wszyscy postępują tak samo. Postawa nasila się i staje się powszechna w czasach wojen, kryzysów, rewolucji oraz rządów totalitarnych.